# Simon-Pierre Diamond
Pour les articles homonymes, voir Diamond.
Simon-Pierre Diamond (né le 9 février 1985) est un homme politique québécois. Il a été député adéquiste de la circonscription de Marguerite-D'Youville de 2007 à 2008. Au moment de son élection, le 26 mars 2007, il devenait, à l'âge de 22 ans, 1 mois et 15 jours, le plus jeune député de l'histoire à siéger à l'Assemblée nationale du Québec. Il a perdu le titre du plus jeune élu le 4 septembre 2012, détrôné par Léo Bureau-Blouin, âgé de 20 ans.

## Biographie
Né dans la ville de Boucherville dans la région de la Montérégie le 9 février 1985.
Avocat, il est admis au Barreau du Québec en décembre 2010.
Simon-Pierre Diamond détient un baccalauréat en droit de l'Université de Montréal. Il a auparavant étudié en sciences humaines au Collège de Maisonneuve (Montréal) et au Collège Durocher Saint-Lambert.
Il est durant son mandat de député de Marguerite-D'Youville nommé par Mario Dumont - le porte-parole de l'opposition officielle en matière de développement durable et de l'environnement.
Il a participé à deux législatures du Parlement étudiant du Québec. De 2004 à 2007, il a été directeur général de l'ADQ en 2009 à 23 anset président de la Commission des jeunes de l'Action démocratique du Québec à 19 ans.
Membre du conseil d'administration et délégué du Québec en France au comité d'action politique franco-québécois en 2006. Membre du conseil d'administration du Forum Jeunesse de Longueuil en 2007. Membre de la Jeune Chambre de commerce de Montréal et du conseil d'administration à la conférence régionale des élus de Longueuil. Membre du conseil d'administration au Centre local de développement de Lajemmerais. Membre de la Chambre de commerce et d'industrie de la Rive-Sud depuis 2007. Membre de la fondation Jeanne-Crevier et de l'Association des Gens d'Affaires de Boucherville à compter de 2007.
Le 31 mai 2010, il a décidé de changer d'allégeance politique et il est nommé candidat pour le Parti libéral du Québec à l'élection partielle de la circonscription de Vachon. Le 5 juillet 2010, il perd l'élection dans Vachon avec 3236 votes (24,34 % des voix) contre 7863 voix (59,15 %) pour la gagnante, Martine Ouellet, du Parti québécois. Pour le Parti libéral du Québec, et ce malgré le faible taux de participation, il s'agit du pire résultat jamais enregistré dans cette circonscription,.
Il est vice-président du cabinet Ryan Affaires publiques en 2018.

## Citations célèbres
- « Des gens qui se donnent au plus offrant, on en voit souvent au centre-ville, tard le soir, mais au parlement, des gens qui font le trottoir, on en voit très, très, très rarement. » Octobre 2008, lors des départs des députés adéquistes André Riedl et Pierre-Michel Auger, passés au PLQ[11].

## Vécu politique
- Directeur Général de l'Action Démocratique du Québec (dates à préciser)
- Président de la Commission des jeunes de l'Action démocratique du Québec (2004-2007)
- Membre de l'exécutif national de l'Action démocratique du Québec (2003-2007)
- Membre du conseil d'administration du Forum-Jeunesse Longueuil (CRÉ Longueuil)
- Délégué en France pour le Conseil d'action politique franco-québécois (CAP-FQ)
- Président d'assemblée au Rassemblement des membres-jeunes de l'Équipe Tremblay - Union Montréal (parti politique municipal de Montréal)[12]

## Implications scolaires
- Journaliste au journal des étudiants de la Faculté de droit de l'Université de Montréal (UdeM), le Pigeon Dissident
- Vice-Président du comité Face à Face des étudiants en droit à l'Université de Montréal[12]